# Mikrolímano Keratéas
Mikrolímano Keratéas är en ort i Grekland.   Den ligger i prefekturen Nomarchía Anatolikís Attikís och regionen Attika, i den sydöstra delen av landet, 40 km sydost om huvudstaden Aten. Mikrolímano Keratéas ligger 1 meter över havet och antalet invånare är 116.
Terrängen runt Mikrolímano Keratéas är varierad. Havet är nära Mikrolímano Keratéas åt sydost.  Närmaste större samhälle är Kalývia Thorikoú, 15,7 km nordväst om Mikrolímano Keratéas. 